# Джордж Чапмен
Джордж Чапмен (англ. George Chapman, бл. 1559 — 12 травня 1634) — англійський поет, перекладач, драматург.

## Життєпис

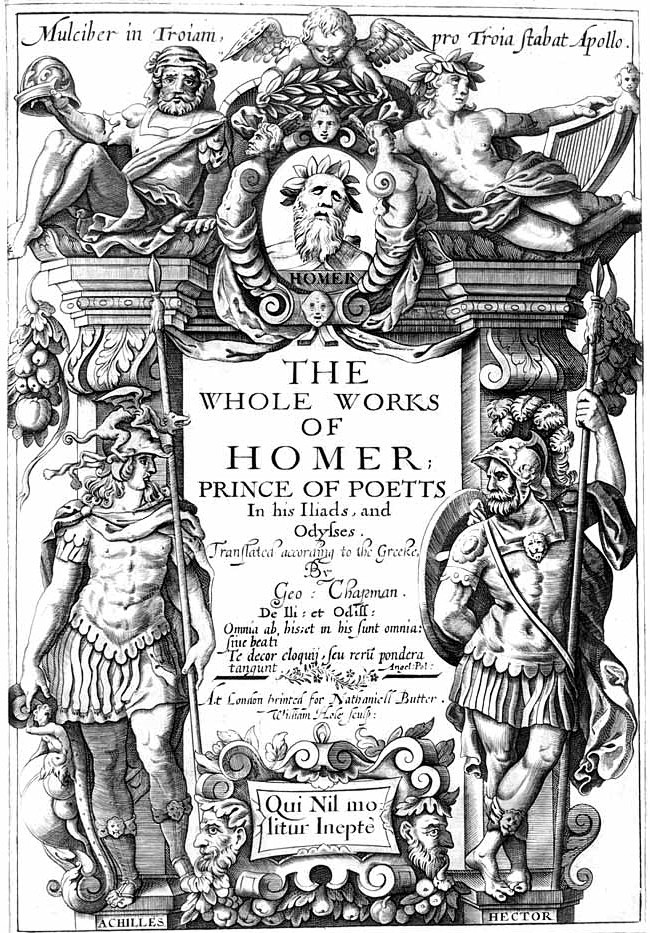
Фронтиспис видання «Гомер» в перекладі Джордж Чапмена англійською.

Народився в містечку Гитчін, Гартворшир. Освіту (за припущеннями) здобував в Оксфордському університеті, але ступінь — не отримав. Однак перебування в Оксфорді англійські джерела не підтверджують, як не підтверджують вони і багатьох сторінок його юнацтва та молодості.
Відвідав Нідерланди під час бурхливих подій у релігійному житті країни та драматичних наслідків війни з Іспанською імперію, які пізніше назвуть революцією. Надрукував власний твір з філософськими роздумами про стоїцизм та користь поміркованого життя.
Поет знав злидні і мав все життя борги. Аналіз життєвого шляху доводить, що він роками шукав могутнього покровителя-мецената. Саме цим можна пояснити створення панегірика на честь впливового державного діяча і авантюриста Волтера Релі, який перебрався через Атлантичний океан і 1584 року заснував першу англійську колонію в Америці. Колонія була заснована на річці Роанок, і отримала назву Вірджинія на честь Королеви-Діви Єлизавети І (нині ця територія в Північній Кароліні). У сучасній літературі ця колонія відома як колонія Роанок або Зникла (загублена) колонія. Саме тут народилася перша англійська дитина в Америці — Вірджинія Дер. Колоністи незабаром пропали безвісти (до 1591), проте справа Релі була продовжена іншими англійськими колонізаторами. Релі широко вшановувався в США і особливо в штатах Вірджинія і Північна Кароліна як один із засновників американської цивілізації взагалі. На честь його названа столиця Північної Кароліни — місто Ралі. Проте, по смерті королеви у 1603 році король Яків I доправив Релі до Тауера, оскільки той планував звести на престол його далеку родичку Арабелу Стюарт, аби мати зиск при новій королеві. У листопаді королівський суд судив його за державну зраду і засудив до страти, яку відклали. Він встигне здійснити ще одну подорож до Америки, але пограбуваннями іспанських колоній сприятиме новому загостренню відносин між державами. Авантюрного Релі таки стратять за наказом короля, а Джордж Чапмен так і не отримає ні захисту, ні могутнього покровителя, ні добробуту.
Чапмен брався також за створення драм для театру, переважно з історії Франції. По смерті Крістофера Марлоу дописав його поему «Геро і Леандр», був співавтором при створення однієї комедії разом з Беном Джонсоном та Джоном Марстоном. Комедия «Eastward Hoe» (1605) зневажливо висвітлювала шотландців при дворі короля Якова І Стюарта, котрий теж був шотландцем. За наказом розлюченого короля трійцю авторів запроторили до в'язниці.
Освічені читачі схвально зустріли два переклади Чапмена поем Гомера. Переклади визнали еталоном, проте, це не покращило матеріального стану митця.
Джордж Чапмен (за припущеннями) був відомим і для Шекспіра, який нібито присвятив тому два власні сонети. Чапмен помер в Лондоні жебраком.
До творчого спадку Чапмена прихильно поставився американець Томас Стернз Еліот (1888–1965), Нобелівський лауреат з літератури, котрий вважав Чапмена цікавим попередником Джона Донна.

## Вибрані твори
- «Тіні ночі», 1594
- «Сліпий жебрак із Александрії», надрукована 1598
- «День дурнів», надрукована 1605
- «Трагедія Шарля, герцога Байрона», надрукована 1608
- «Трагедія Шабо, адмирала Франції»
- «Помста Бюссі д'Амбуаза»
- «Геро і Леандр», дописана по смерті К. Марлоу
- «Іліада», переклад Гомера, 1611
- «Одіссея», переклад Гомера, 1616